# Sex & Violins
A Sex & Violins a svéd Rednex csapat első stúdióalbuma mely 1995. február 27-én jelent meg Európában, majd március 28-án Észak-Amerikában a Battery Records kiadónál.

## Tartalom
Az albumról 6 kislemez látott napvilágot, köztük egy promóciós kiadvány is. Az albumon Annika Ljungberg vokálozik, aki végül 1996-ban elhagyta a zenekart mert nem jutottak közös nevezőre. Az album nagy siker volt, köztük az első kislemez a Cotton Eye Joe című dal. Az amerikai kiadás borítóját némiképp megváltoztatták, mivel az eredeti albumon egy csészében vizelő személy által a csapat képe látható. Az albumon található 8. dal Harder Than Your Husband címen is ismert.

## Megjelenések
CD  UK Internal Affairs – KGBM 502
1. Cotton Eye Joe 3:11 Banjo – General Custer, Drums – Animal, Producer – Pat Reiniz, Recorded By, Mixed By – Bud Spencer, Violin – Bosse Nilsson, Vocals – Annika Ljungberg, Cool James, Göran Danielsson, Pat Reiniz, Written-By – Janne Ericsson, Pat Reiniz, Øban
2. Hittin' The Hay 3:18 Banjo – General Custer, Co-producer – Pat Reiniz, Guitar – Clint Eastwood, Producer, Engineer – Janne Ericsson, Recorded By, Mixed By – Jolly Jumper, Vocals – Göran Danielsson, Henrik Widen, Janne Ericsson, Ludde, Michelle Anenberg, Pat Reiniz, Zeb Macahan, Written-By – Janne Ericsson, L. Teijo
3. Riding Alone 3:26 Accordion – Ari Haatainen, Banjo – Gary Johansson, Drums – Anders Lövmark, Guitar – Henrik Jansson, Producer – Anders Hansson, Pat Reiniz, Recorded By, Mixed By – Anders Hansson, Hoppalong Cassidy, Steel Guitar – Uffe Sterling, Violin – Bosse Nilsson, Vocals – Annika Ljungberg, Cool James, Göran Danielsson, Janne Ericsson, Pat Reiniz, Written-By – Øban
4. Wish You Were Here 3:56 Guitar – Boba, Producer, Recorded By, Mixed By – Denniz Pop, Max Martin, Vocals – Annika Ljungberg, Jeanette Söderholm, Written-By – L. Teijo
5. Mary Lou 3:34 Accordion, Piano – Henrik Widén, Banjo – Gary Johansson, Producer, Engineer – David Millington, Stefan Sir Een, Recorded By, Mixed By – Lee Van Cleef, Violin – Bosse Nilsson, Vocals – Annika Ljungberg, Göran Danielsson, Janne Ericsson, Pat Reiniz, Stefan Cevaco, Sir Een, Written-By – David Millington, Sir Een
6. Old Pop in an Oak 3:32 Banjo – General Custer, Recorded By, Mixed By – Buffalo Bill, Violin – Bosse Nilsson, Vocals – Annika Ljungberg, Chris Sylvan Stewart, Cool James, Göran Danielsson, Written-By, Producer – Pat Reiniz
7. Nowhere In Idaho 4:04 Bass – Björn Lagberg, Guitar – Boba, Harmonica – Ove Sandberg, Recorded By, Mixed By – Alias Smith & Jones, Steel Guitar – Uffe Sterling, Violin – Bosse Nilsson, Vocals – Annika Ljungberg, Chris Sylvan Stewart, Göran Danielsson, Zeb Macahan, Written-By, Producer – L. Teijo
8. The Sad But True Story Of Ray Mingus, The Lumberjack Of Bulk Rock City, And His Never Slacking Stribe In Exploiting The So Far Undiscovered Areas Of The Intention To Bodily Intercourse From The Opposite Species Of His Kind, During Intake Of All The Mental Condition That Could Be Derived From Fermentation 2:21 Banjo – Kjell Johansson, Guitar – Anders Hellquist, Piano – Henrik Widén, Producer – Anders Hellquist, Pat Reiniz, Sir Een*, Thomas Hegert, Recorded By, Mixed By – Calamity Jane, Violin – Bosse Nilsson, Vocals – Göran Danielsson, Henrik Widen*, Janne Ericsson, Ludde*, Pat Reiniz, Sir Een, Thomas Hegert, Written-By – Anders Hellquist, Thomas Hegert
9. Fat Sally Lee 3:17 Banjo – General Custer, Recorded By, Mixed By – General Lee, Violin – Bosse Nilsson, Vocals – Annika Ljungberg, Cool James, Göran Danielsson, Michelle Anenberg, Pat Reiniz, Written-By, Producer, Engineer – Pat Reiniz
10. Shooter 3:44 Co-producer, Engineer – Mr. Maple, Drums – Animal, Producer – Janne Ericsson, Recorded By, Mixed By – Billy The Kid, Violin – Bosse Nilsson, Vocals – Annika Ljungberg, Currey, Göran Danielsson, Joe Cartwright, Written-By – Janne Ericsson, Lizette Van Panajott
11. McKenzie Brothers 4:28 Arranged By [Vocals] – Chris Sylvan Stewart, Drums – Heffa, Guitar – Bonne Lövman, Recorded By, Mixed By – The Last Mohikhan, Vocals – Chris Sylvan Stewart*, Hanna Wanngård, Lotten Andersson, Monte Reid, Written-By, Producer – Anders Hellquist, Pat Reiniz, Thomas Hegert
12. Rolling Home 4:18 Producer – Janne Ericsson, Recorded By, Mixed By – Laura Ingals, Steel Guitar – Uffe Sterling, Vocals – Annika Ljungberg, Björn Lagberg, Camena, Camilla Molinder, Chris Sylvan Stewart*, Göran Danielsson, Hoss, Written-By – Janne Ericsson, Lizette Van Panajott
13. Wild 'N Free 3:40 Banjo – General Custer, Engineer [Assistant] – Jacob Schultze, Producer, Engineer, Recorded By, Mixed By – Anders Hansson, Violin – Bosse Nilsson, Vocals – Anders Hansson, Annika Ljungberg, Jean-Paul Wall, Pat Reiniz, Whistle – Jean-Paul Wall, Written-By – Anders Hansson, John Francis, Pat Reiniz

### Cotton Eye Joe (Sex & Violins)US bonus track
1. "Cotton Eye Joe" (Slide to the Side Mix) – 4:14

### Japán edition bonus tracks
1. "Cotton Eye Joe" (Madcow instrumental version) – 4:49
2. "Old Pop in an Oak" (extended mix) – 5:39
3. "Ropin' a Cow" (radio edit) – 3:15

### CD+CD-ROM edition bonus tracks
1. "The Ultimate Rednex Megamix" – 5:46
2. "Rolling Home" (Treatow's Treatment Radio Mix) – 4:40
3. "Old Pop in an Oak" (DJ Cerla & Moratto Remix) – 5:08
4. "Old Pop in an Oak" (West Side Story Mix) – 3:16

### CD-ROM
- Hieroglyph (csak játék, 4.09 MB)

## Slágerlista
| Slágerlista (1995)                   | Legjobb helyezések |
| ------------------------------------ | ------------------ |
| Svájc (Schweizer Hitparade)          | 1                  |
| Németország (Official German Charts) | 4                  |
| Ausztria (Ö3 Austria Top 40)         | 2                  |
| Hollandia (Dutch Top 40)             | 27                 |
| Belgium (Ultratop 50 Flanders)       | 42                 |
| Svédország (Sverigetopplistan)       | 3                  |
| Finnország (Suomen virallinen lista) | 14                 |
| Norvégia (VG-lista)                  | 2                  |
| Új-Zéland (Recorded Music NZ)        | 21                 |